# Валенки (песня)
Валенки — известная «цыганская» плясовая песня, получившая новую популярность как «русская народная песня» после того, как Лидия Русланова включила её в свой репертуар в 40-х годах XX века. На одной из грампластинок в качестве автора указана исполнительница цыганских песен Настя Полякова. Существует версия, что песня зародилась когда-то в цыганском таборе, а когда в светское музыкальное общество пришла мода на цыганские романсы, то песня про валенки  вышла за пределы своей субкультуры.

## История
Песня появилась не позднее начала 1910-х годов. Была популярна как плясовая таборная, многие исполнители включали её в свой репертуар. В то время у бояр было популярным подражать крестьянам и, в один из таких случаев, приглашённые цыгане исполнили песню «Валенки», написанную специально в русском стиле.
Впервые песня под названием «Валенки» выпущена на грампластинке звукозаписывающей фирмы «Граммофон» в 1911 году в исполнении петербургской певицы Нины Дулькевич под названием «Валенки (Ах, ты Коля, Николай)». Пластинка была выпущена в продажу под этикеткой для недорогих пластинок «Зонофон», также принадлежавшей этой фирме.
В 1912 году песня записана в исполнении цыганской певицы Насти Поляковой. Позже Настя Полякова ещё раз записала эту песню — теперь уже для общества «Бека-Гранд-Пластинка» в Германии, поставлявшему тогда свою музыкальную продукцию в Россию.
С 1922 года «Валенки» исполняла Изабелла Юрьева.
В начале 1930-х годов Нина Дулькевич и Лидия Русланова неоднократно выступали в одних и тех же концертах. Но тогда «Валенки» пела только Нина Дулькевич, а в репертуаре Лидии Андреевны этой песни ещё не было.
3 мая 1939 года песню «Валенки» записывает Вера Макарова-Шевченко в сопровождении гитар на грампластинку Апрелевского завода.
В годы Великой Отечественной войны в собственной редакции стала исполнять «Валенки» Лидия Русланова. В руслановской трактовке от прежней мелодии почти ничего не осталось, она не похожа ни на какие ранее известные напевы этой песни. В них, как отметил Виктор Ардов, «своя интонация, свой строй сюжета, своя эстетика народной шутки».
В книге В. Вардугина «Легенды и жизнь Лидии Руслановой» говорится, что свою версию песни Русланова написала на одном из фронтовых концертов.

Ожидая своей очереди выхода на сцену, она смотрела на бойцов. На первом ряду сидел молоденький боец в плохоньких валенках, с которых на пол стекала лужица от растаявшего снега. Лидия Андреевна вспомнила припевку из саратовской частушки: «Валенки, валенки, неподшиты стареньки». Тут же родились куплеты песни.
Вот как описывает историю песни сама Русланова на записи пластинки «Говорит и поет Русланова»:

Я ехала на фронт и говорю гармонисту: «На первом же концерте попробуем одну песню». Я прошлый раз, уезжая с фронта, унесла впечатление, что передо мной сидела тысячная толпа, сидели прямо на земле, вытянув ноги, а на ногах валенки были. Солдат вбегает в валенках, идут в бой в валенках. Немцы завидовали во время войны нашим валенкам. А солдаты говорили: «Эх, русская обувка не изменяет и тут». Вот когда я увидела эту тысячную толпу, вытянутые ноги, все в валенках, я взяла её за рефрен, хотя и раньше была песня «Валенки», но другая. Я взяла готовую мелодию, которая у меня была где-то в голове, и приделала к ней этот рефрен — «Валенки».
В мае 1945 года певица исполняет песню на ступеньках рейхстага.
Песня пользовалась неизменным успехом и с тех времён стала её «визитной карточкой». В 1943 году Лидия Русланова записала «Валенки» на грампластинку. Последующие артисты исполняли песню, уже подражая Лидии Руслановой.
В 1960-е годы песня появилась в репертуаре Ольги Воронец — певица решила её «переозвучить».

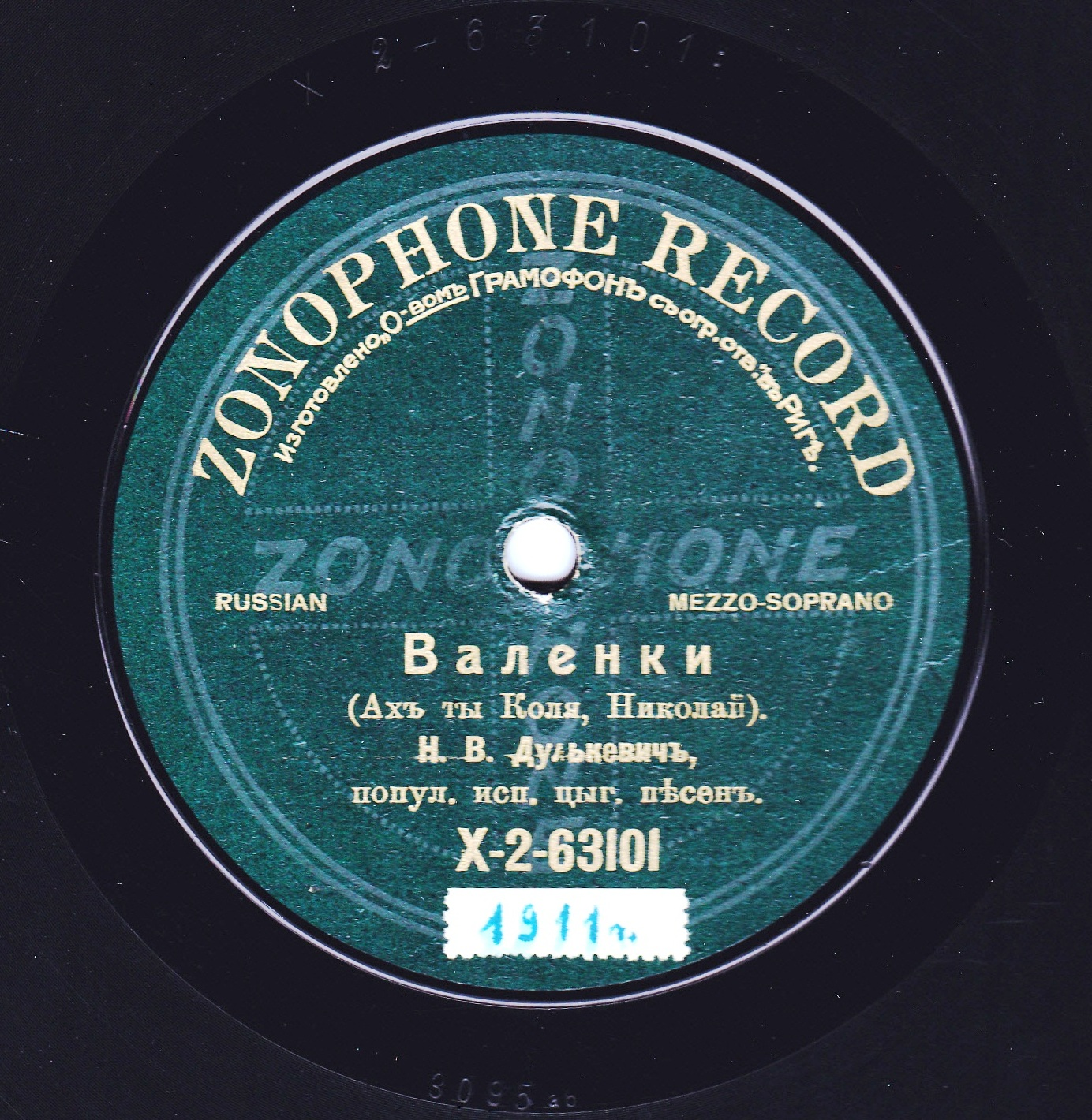
Лейбл «Зонофон» грампластинки с песней «Валенки» в исполнении Нины Дулькевич
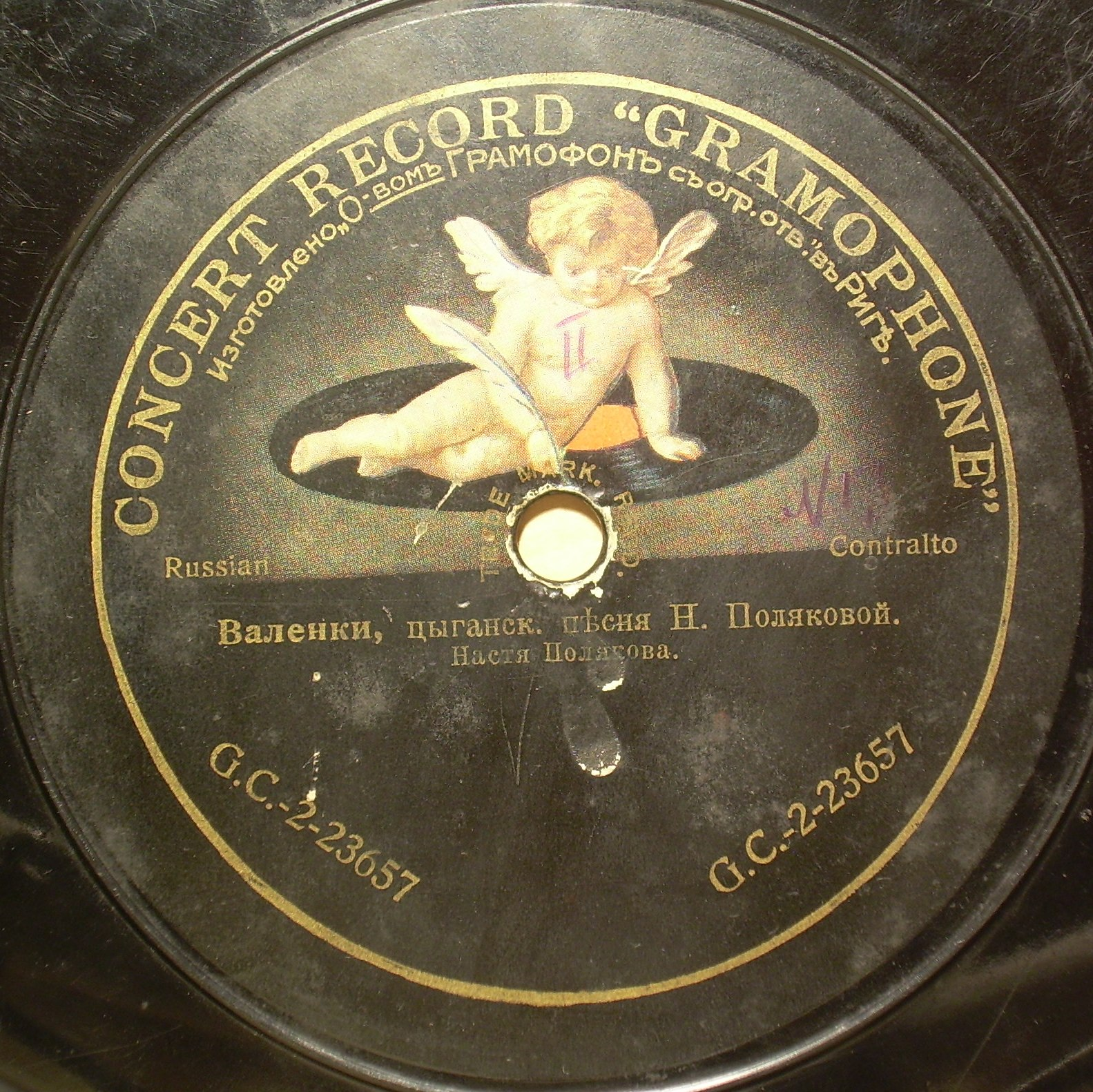
Лейбл грампластинки: «Валенки, цыганск. песня Н. Поляковой. Настя Полякова». Запись 1912 г.
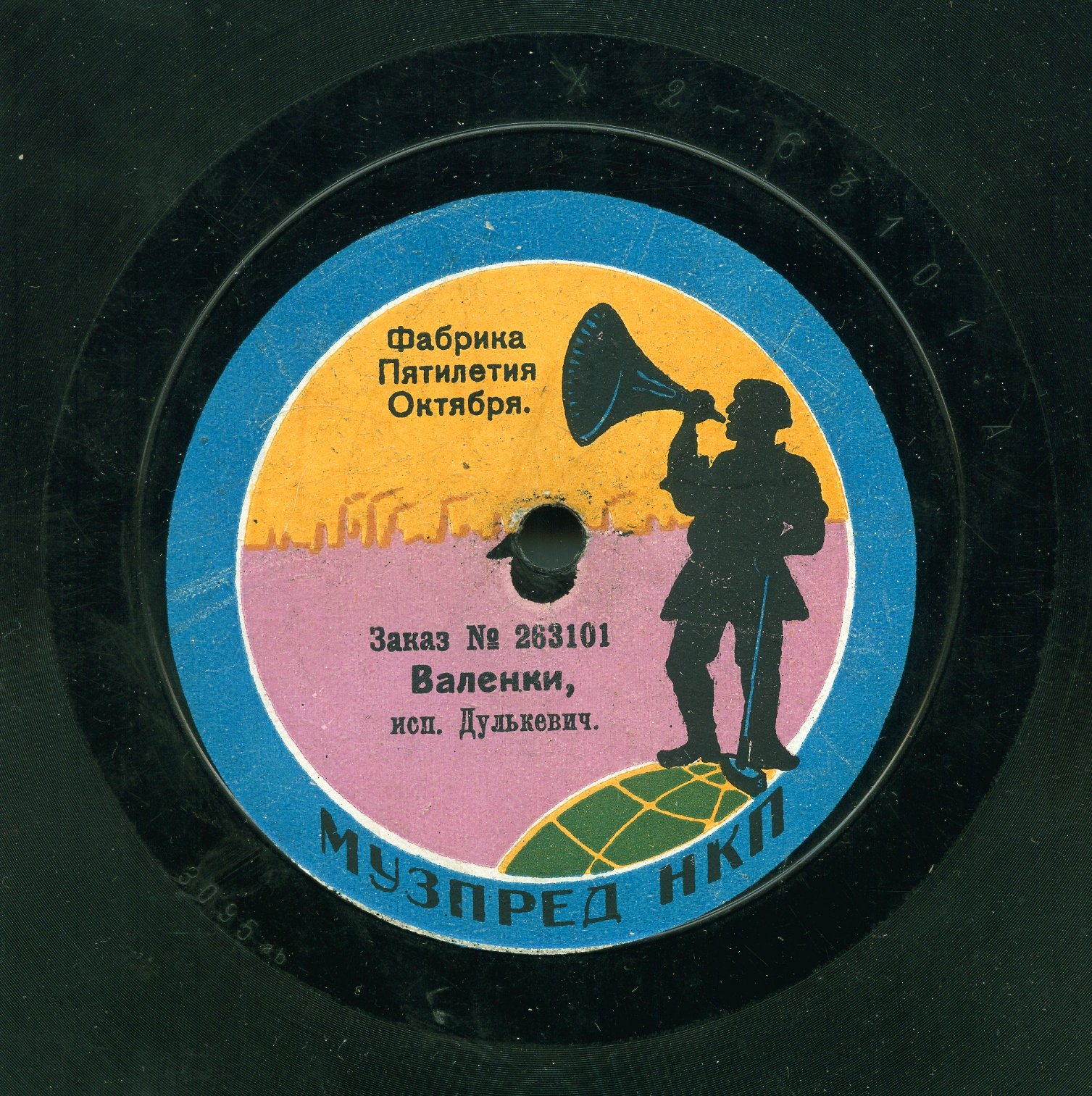
Лейбл грампластинки с песней «Валенки» в исполнении Нины Дулькевич, 1924. Музпред НКП
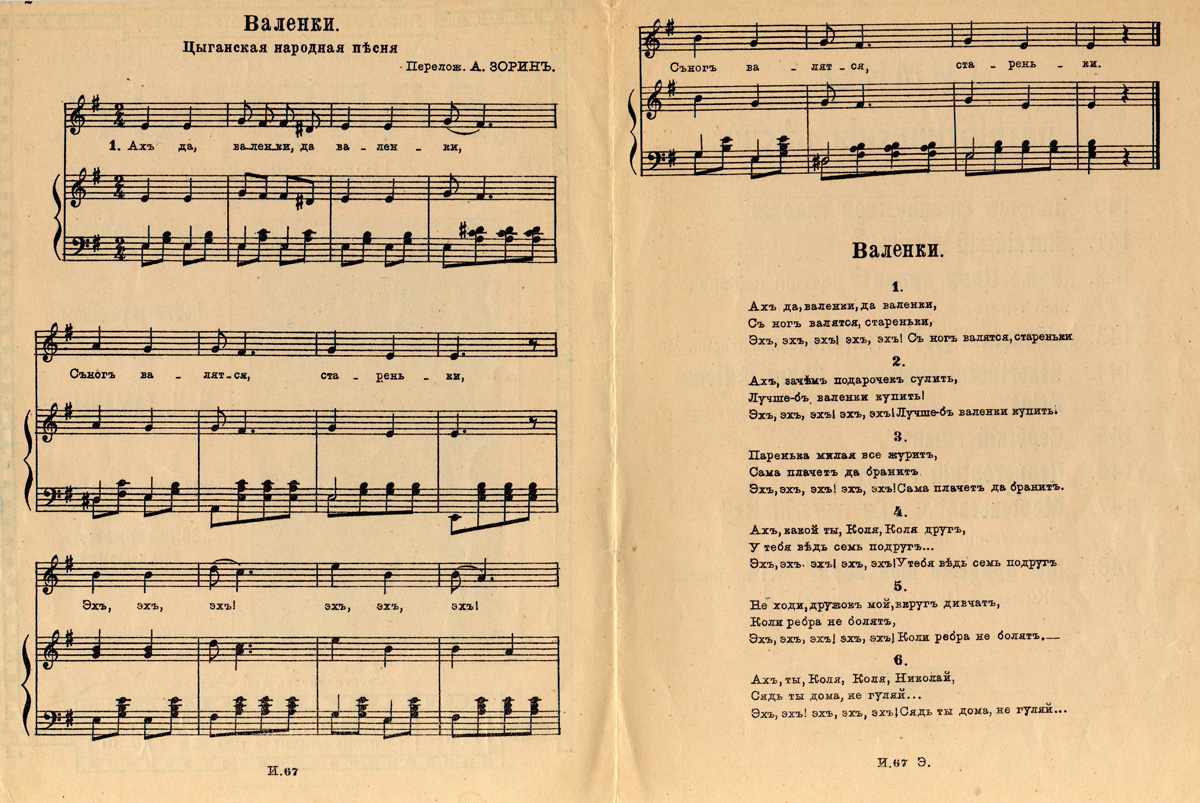
Ноты и текст песни «Валенки» из сборника песен Наталии Тамары.
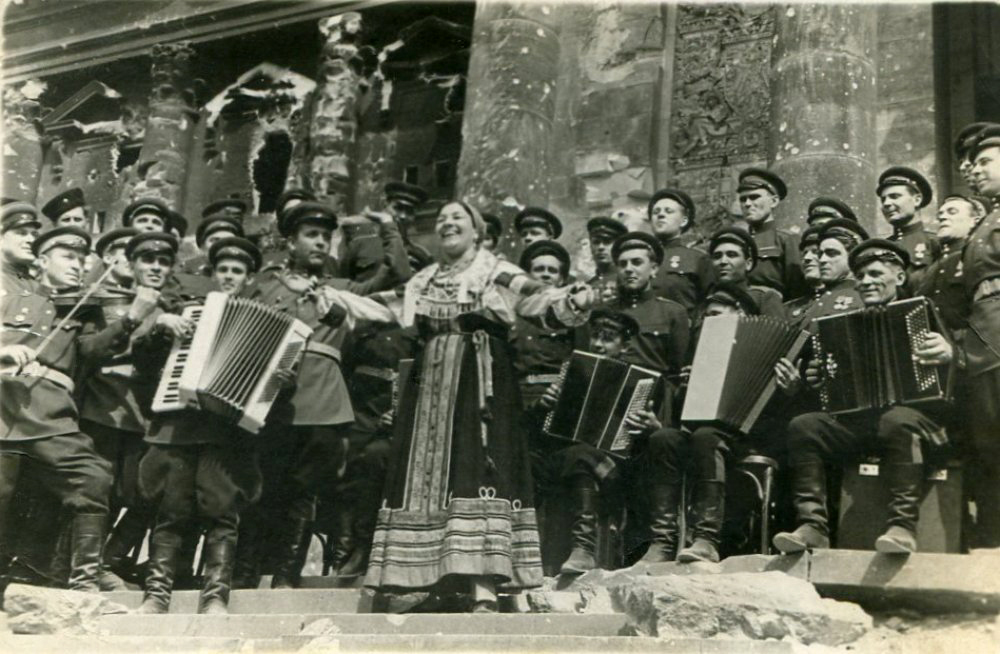
Лидия Русланова на ступеньках Рейхстага. 1945